# Голофастова Наталія Едуардівна
Голофастова Наталія Едуардівна (Одеса, 15 грудня 1971) — нідерландський театральний діяч (режисер і актриса), засновник мультимедійного фонду Aard.

## Життєпис
Наталія народилася та виросла в Одесі, в тодішньому Радянському Союзі, наразі Україна. Виросла на знімальному майданчику Одеській кіностудії, де її мама працювала асистентом режисера та другим режисером. У дитинстві знімалася в радянських фільмах, зокрема зіграла епізодичну роль Ані у драматичному фільмі Білий танець (1981).
З того часу вона була захоплена пристрастю до театру і кіно. Вони утворили острівець, де можна було проникнути в заборонені державною ідеологією сфери. Все це було в період розквіту Застою. Вона грала у театрі пантоміми (Одеса) та театрі політичної агітації молоді (Одеса), відвідувала уроки пантоміми у театрі пантоміми. Голофастова Наталія також навчалася у спеціалізованому літературно-театральному класі під керівництвом Комолової. Її вистави з'явилися на сцені Одеського російського драматичного театру. Саме тоді вільні вітри перебудови допомогли їй усвідомити, що у світі є щось більше, ніж радянський реалізм — тоді єдина і справжня державна форма в мистецтві.
У 1991 році Наталії випала нагода навчатися нідерландської мови та культура (ISKV), в Міжнародній мовній школі Амстердама в Нідерландах. Вона планувала здобути знання, а потім повернутися з новими театральними формами, щоб ініціювати революції на радянських сценах. Але через пів року після від'їзду Радянський Союз розвалився. Вона вирішила не повертатися, а емігрувати до Нідерландів. Згодом вона закінчила Амстердамський університет (театрознавство) у 1998 році. Як під час навчання, так і після нього Голофастова брала активну участь у кіно, на телебаченні та в театральних постановках (включаючи RO Theatre, Toneelgroep Amsterdam, NCRV, VPRO, TROS і Endemol). Вона також веде активну академічну діяльність як (запрошений) лектор (у тому числі в Амстердамському університеті та ArtEZ).
У 2006 році Голофастова дебютувала як режисерка виставою «Лист» / «De Brief» з актрисою Катрін тен Брюґґенкате. Це була вистава про єврейську матір, яка пише листа своєму синові перед тим, як її вбивають нацисти в українському гетто, заснована на уривку з роману Василя Гроссмана «Життя і доля». Відеографія «De Brief» створена Девідом Ханеке, а звук звукорежисером Марком Бейном.
Згодом вона стала активною режисеркою в Productiehuis Rotterdam, де у 2008 році поставила виставу «Анонімні» / «Anoniem» з актрисою Марією Краакман, за яку у вересні 2009 року отримала нагороду Gouden Kniertje. У цій виставі Голофастова адаптувала щоденникові записи молодої німкені з квітня по червень 1945 року під час визволення Берліна. Відеографію «Anoniem» зняла Йоаннеке Местер, а за звуковий дизайн знову ж таки відповідав Марк Бейн. У 2009 році вона поставила трагікомічну музичну виставу «Naar Wijder Horizon», написану Доном Дуїнсом разом з Раймондом ван Сантеном та Джоном Буйсманом, — театральну постановку про еміграційні хвилі 1950-х років, засновану на розповідях емігрантів.
У 2010 році сама Голофастова повернулася на сцену в ролі Іфігенії у виставі «AARS! Anatomische studie van Oresteai» Петера Вергельста та Лука Персеваля за авторством Олів'є Провілі. Того ж року вона також була залучена як культурна драматургічна радниця до вистави «Poëten en Bandieten» акторського колективу De Warme Winkel про російського поета Бориса Рижого. Згодом Голофастова співпрацювала з «De Warme Winkel» над виставами «Jandergrouwnd» у 2012 році та «Stroganoff» у 2014 році.
З червня 2011 року запланована вистава «Невинність Марселлі» / «Marcelles onschuld», яку вона знову поставила як режисерка в Productiehuis Rotterdam. Ця вистава була написана Оскаром ван Венселем, натхненним французьким філософом Жоржем Батаєм. У виставі беруть участь Аннефлер Шеп, Анне Герінг, Хендрік Аертс та Йохум тен Хааф, а музичний супровід забезпечує діджей фон Розенталь де ла Вегас. У 2012—2014 роках Голофастова знову співпрацює з ван Венселем. Цього разу над перформансом «Vloer», який розповість про торговий зал Амстердамської біржі опціонів у 1990-х роках.

## Фільмографія
| Рік  |   | Українська назва    | Оригінальна назва           | Роль                                       |
| ---- | - | ------------------- | --------------------------- | ------------------------------------------ |
| 1981 | ф | Білий танець        | Белый танец                 | Аня                                        |
| 1986 | ф | Всього один поворот | Всего один поворот          | Ольга, дівчина на пляжі                    |
|      | ф |                     | First lesson, by S. Tjorniy | Juliya Gdanova                             |
| 1989 | ф | Астенічний синдром  | Астенический синдром        | Віра                                       |
| 1998 | с | Зебра               | Zebra                       | Акторка                                    |
| 2000 | с |                     | De geheime dienst           | Madina Masajevo                            |
| 2007 | с | Копи Маастрихта     | Flikken Maastricht          | Agnieszka Suwalki                          |
| 2003 | ф | Адьос, Амігос       | Adios Amigos                | Gastvrouw Bordeel(as Nataliya Golofastova) |
| 2023 | ф | Київські архіви КДБ | The Kyiv Files              | оповідач                                   |